# Mourmelon-le-Grand
Pour l’article homonyme, voir Mourmelon-le-Petit.
Mourmelon-le-Grand est une commune française située dans le département de la Marne, en région Grand Est.
Elle abrite sur son territoire l'un des plus importants camps militaires de France.
Mourmelon-le-Grand forme avec les communes avoisinantes de Baconnes, Bouy, Dampierre-au-Temple, Livry-Louvercy, Mourmelon-le-Petit, Saint-Hilaire-au-Temple et Vadenay, un territoire surnommé la « Mourmelonnie ».

## Géographie
| Baconnes           |                    | Saint-Hilaire-le-Grand |
| Mourmelon-le-Petit | Mourmelon-le Grand | Jonchery-sur-Suippe    |
| Livry-Louvercy     | Bouy               | Vadenay                |

### Hydrographie

#### Réseau hydrographique
La commune est dans la région hydrographique « la Seine du confluent de l'Oise (inclus) à l'embouchure » au sein du bassin Seine-Normandie. Elle est drainée par le Cheneu,.
Le Cheneu, d'une longueur de 12 km, prend sa source dans la commune de Saint-Hilaire-le-Grand et se jette  dans la Vesle à Livry-Louvercy, après avoir traversé quatre communes. 

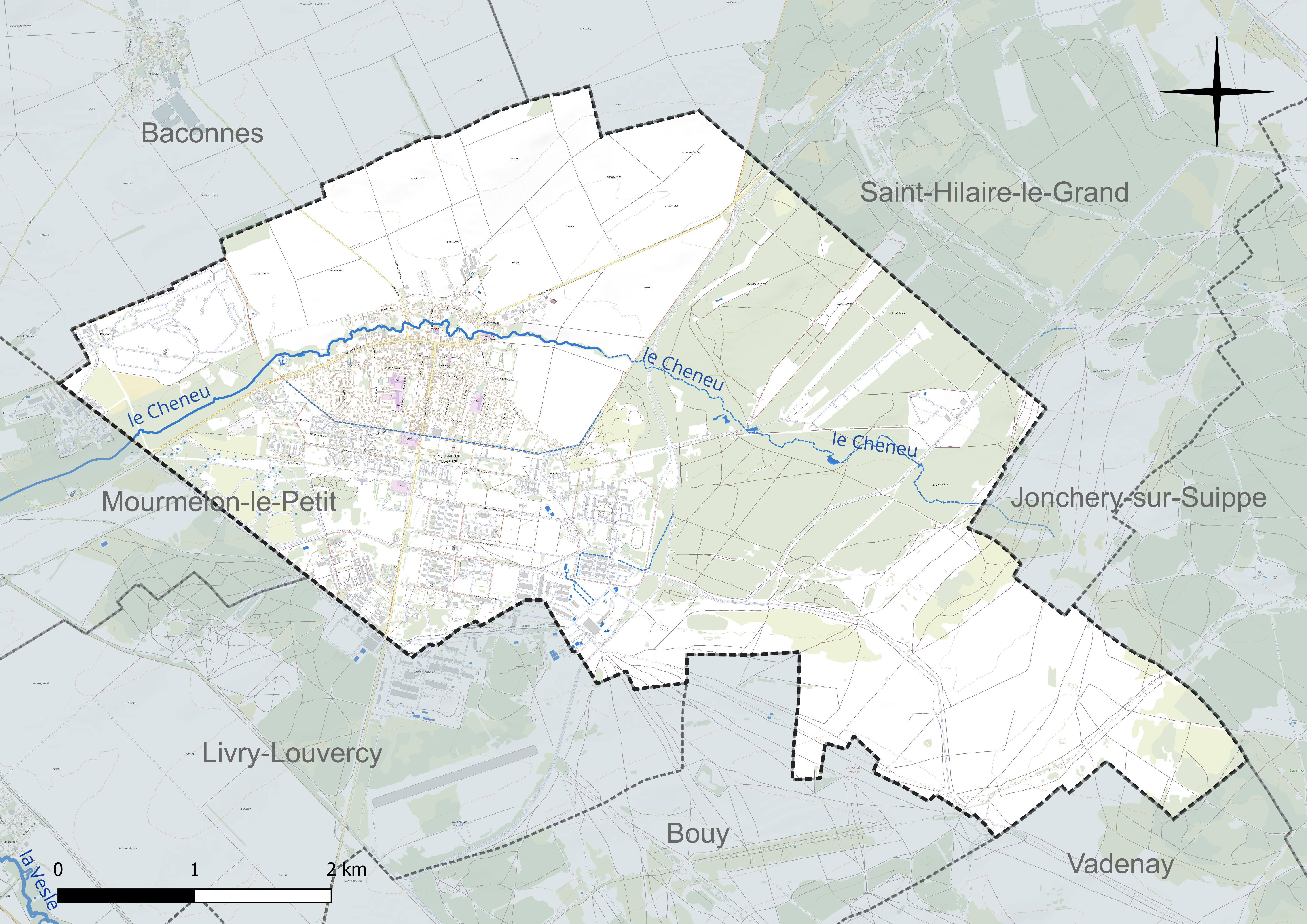
Réseau hydrographique de Mourmelon-le-Grand.

#### Gestion et qualité des eaux
Le territoire communal est couvert par le schéma d'aménagement et de gestion des eaux (SAGE) « Aisne Vesle Suippe ». Ce document de planification, dont le territoire s’étend sur 3 096 km2 répartis sur trois départements (Aisne, Marne et Ardennes) et deux régions (Champagne-Ardenne et Picardie), a été approuvé le 16 décembre 2013. La structure porteuse de l'élaboration et de la mise en œuvre est le Syndicat d’aménagement des bassins Aisne Vesle Suippe (SIABAVES). 
La qualité des cours d’eau peut être consultée sur un site dédié géré par les agences de l’eau et l’Agence française pour la biodiversité. 

### Climat
Pour des articles plus généraux, voir Climat du Grand Est et Climat de la Marne.
En 2010, le climat de la commune est de type climat océanique dégradé des plaines du Centre et du Nord, selon une étude du Centre national de la recherche scientifique s'appuyant sur une série de données couvrant la période 1971-2000. En 2020, Météo-France publie une typologie des climats de la France métropolitaine dans laquelle la commune est exposée à un climat océanique altéré et est dans la région climatique  Nord-est du bassin Parisien, caractérisée par un ensoleillement médiocre, une pluviométrie moyenne régulièrement répartie au cours de l’année et un hiver froid (3 °C). 
Pour la période 1971-2000, la température annuelle moyenne est de 10,3 °C, avec une amplitude thermique annuelle de 15,8 °C. Le cumul annuel moyen de précipitations est de 692 mm, avec 11,3 jours de précipitations en janvier et 8,4 jours en juillet. Pour la période 1991-2020, la température moyenne annuelle observée sur la station météorologique installée sur la commune est de 10,6 °C et le cumul annuel moyen de précipitations est de 651,4 mm. 
La température maximale relevée sur cette station est de 41,3 °C, atteinte le 25 juillet 2019 ; la température minimale est de −19,7 °C, atteinte le 7 février 2012,,. 
| Mois                                  | jan.           | fév.           | mars           | avril         | mai           | juin          | jui.          | août          | sep.          | oct.          | nov.          | déc.           | année      |
| ------------------------------------- | -------------- | -------------- | -------------- | ------------- | ------------- | ------------- | ------------- | ------------- | ------------- | ------------- | ------------- | -------------- | ---------- |
| Température minimale moyenne (°C)     | −0,4           | −0,7           | 0,4            | 2,8           | 6,7           | 10,2          | 12            | 11,3          | 8,2           | 6,4           | 2,9           | 0,3            | 5          |
| Température moyenne (°C)              | 2,9            | 3,6            | 6,3            | 9,9           | 13,3          | 16,9          | 19,1          | 18,2          | 15            | 11,5          | 6,7           | 3,6            | 10,6       |
| Température maximale moyenne (°C)     | 6,3            | 7,8            | 12,1           | 17,1          | 20            | 23,6          | 26,1          | 25,2          | 21,8          | 16,7          | 10,5          | 6,9            | 16,2       |
| Record de froid (°C) date du record   | −15,4 10.01.09 | −19,7 07.02.12 | −15,7 01.03.05 | −9,3 04.04.22 | −4,4 04.05.11 | −1,5 05.06.09 | 1 31.07.15    | −0,9 26.08.18 | −2,5 20.09.12 | −7,7 19.10.09 | −11 30.11.16  | −16,8 20.12.09 | −19,7 2012 |
| Record de chaleur (°C) date du record | 15,3 19.01.07  | 21,1 27.02.19  | 25,5 31.03.21  | 28,6 25.04.07 | 32,4 28.05.17 | 36,6 28.06.11 | 41,3 25.07.19 | 38,4 19.08.12 | 34,5 15.09.20 | 27,6 02.10.23 | 22,5 07.11.15 | 17,1 17.12.15  | 41,3 2019  |
| Précipitations (mm)                   | 53,6           | 51,9           | 47,7           | 35,7          | 67,5          | 57,2          | 57,5          | 59,6          | 42,6          | 54,3          | 52,1          | 71,7           | 651,4      |

| Diagramme climatique                                  |             |             |             |           |              |            |              |             |             |             |            |
| J                                                     | F           | M           | A           | M         | J            | J          | A            | S           | O           | N           | D          |
| 6,3−0,453,6                                           | 7,8−0,751,9 | 12,10,447,7 | 17,12,835,7 | 206,767,5 | 23,610,257,2 | 26,11257,5 | 25,211,359,6 | 21,88,242,6 | 16,76,454,3 | 10,52,952,1 | 6,90,371,7 |
| Moyennes : • Temp. maxi et mini °C • Précipitation mm |             |             |             |           |              |            |              |             |             |             |            |

Les paramètres climatiques de la commune ont été estimés pour le milieu du siècle (2041-2070) selon différents scénarios d'émission de gaz à effet de serre à partir des nouvelles projections climatiques de référence DRIAS-2020. Ils sont consultables sur un site dédié publié par Météo-France en novembre 2022.

## Urbanisme

### Typologie
Au 1er janvier 2024, Mourmelon-le-Grand est catégorisée bourg rural, selon la nouvelle grille communale de densité à sept niveaux définie par l'Insee en 2022.
Elle appartient à l'unité urbaine de Mourmelon-le-Grand, une unité urbaine monocommunale constituant une ville isolée,. Par ailleurs la commune fait partie de l'aire d'attraction de Mourmelon-le-Grand, dont elle est la commune-centre,. Cette aire, qui regroupe 1 communes, est catégorisée dans les aires de moins de 50 000 habitants,.

### Occupation des sols
L'occupation des sols de la commune, telle qu'elle ressort de la base de données européenne d’occupation biophysique des sols Corine Land Cover (CLC), est marquée par l'importance des forêts et milieux semi-naturels (57,4 % en 2018), une proportion sensiblement équivalente à celle de 1990 (58 %). La répartition détaillée en 2018 est la suivante : 
milieux à végétation arbustive et/ou herbacée (31,2 %), forêts (26,1 %), terres arables (22,9 %), zones industrielles ou commerciales et réseaux de communication (11,5 %), zones urbanisées (8,3 %). L'évolution de l’occupation des sols de la commune et de ses infrastructures peut être observée sur les différentes représentations cartographiques du territoire : la carte de Cassini (XVIIIe siècle), la carte d'état-major (1820-1866) et les cartes ou photos aériennes de l'IGN pour la période actuelle (1950 à aujourd'hui).

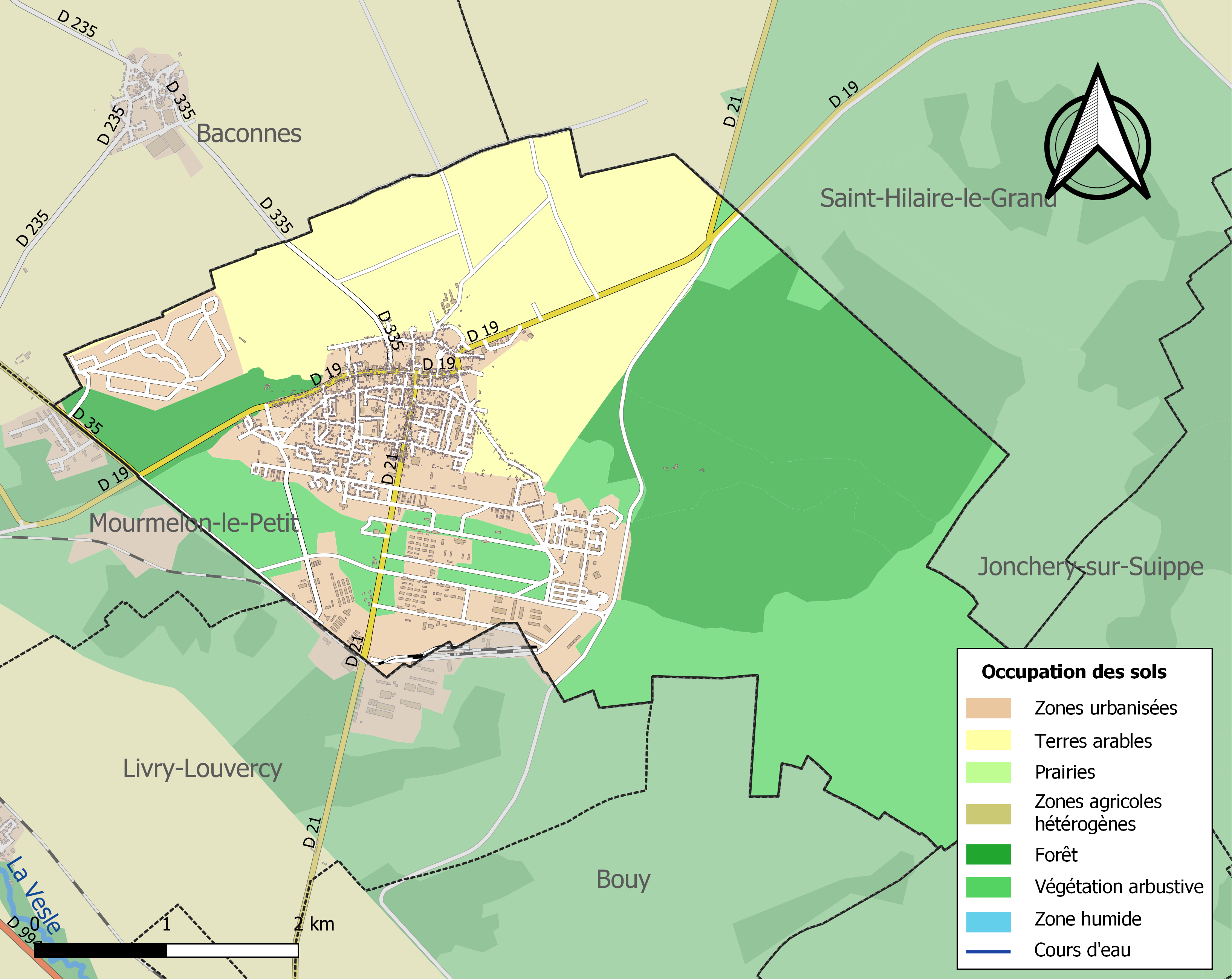
Carte des infrastructures et de l'occupation des sols de la commune en 2018 (CLC).

## Toponymie
Au cours du XIIe siècle, on trouve dans les textes anciens quatre appellations différentes pour désigner Mourmelon : Mormero (1100), Mormoreuim major (1123), Murmerio (1145) et Villa que vocatum Murmerona (1178).
Le nom de Mourmelon semble dérivé du latin : murmur, murmuris (murmure d'un cours d'eau). Le « r » s'est transformé en l ultérieurement par un phénomène phonétique courant[réf. nécessaire]. L'implantation la plus ancienne qui a pu être repérée sur le site de Mourmelon étant un moulin à eau sur le ruisseau le Cheneu (le moulin Bayart), il est possible que le site ait été nommé ainsi à partir du bruit de l'eau sur les pales du moulin. Il y a d'autres interprétations étymologiques possibles, mais l'explication faisant dériver le nom de la ville du bruit de l'eau du Cheneu paraît vraisemblable. C'est autour du Cheneu que s'est, selon plusieurs sources, organisée la première implantation de population sur le site[réf. nécessaire]. 
Longtemps, le nom d'usage fut : « Le Grand Mourmelon ». Le village n'est devenu officiellement « Mourmelon-le-Grand » que par décision administrative à la Révolution.

## Histoire
En 1856, sur la volonté de l'empereur Napoléon III, le camp de Châlons est créé sur les terres de Mourmelon et des villages environnants. Cette décision va bouleverser la vie de ce village qui compte alors environ 400 âmes.
Le camp est inauguré en 1857 par l'empereur qui y installe un quartier impérial afin d'y séjourner l'été. La création du camp entraîne une augmentation de la population (multipliée par trois), un développement du commerce (notamment les cafés) et des infrastructures.

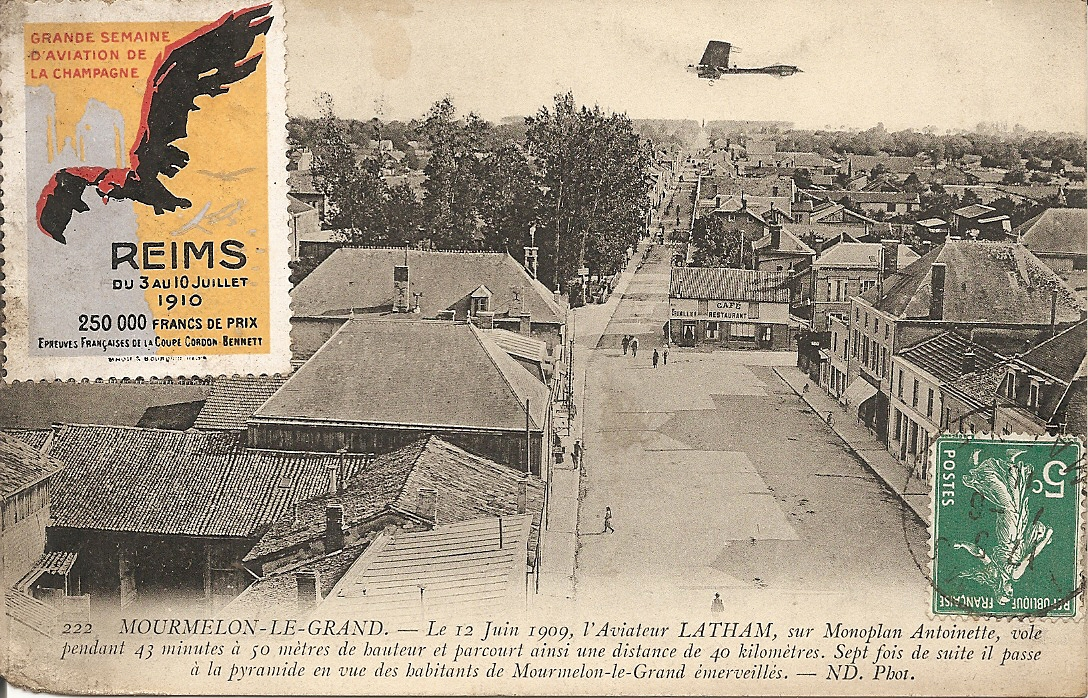
Le village en 1909.
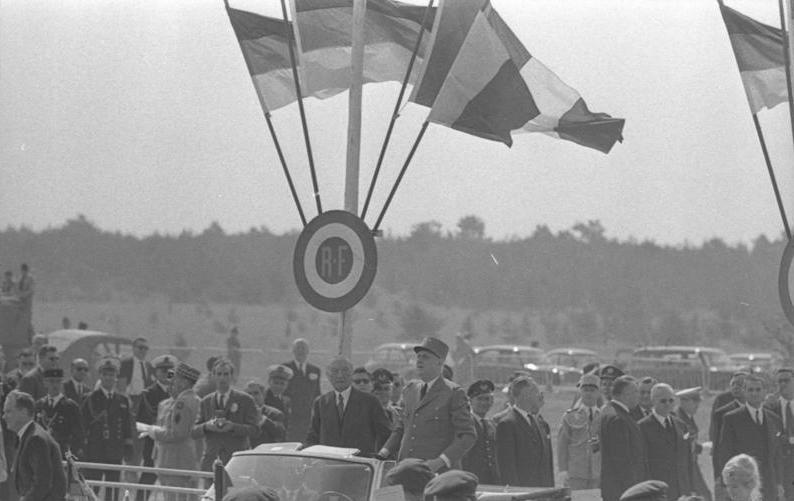
1962 défilé militaire avec de Gaulle et Adenauer.

Plusieurs chefs d'État se sont rendus en visite à Mourmelon : en 1896, le tsar Nicolas II de Russie et Félix Faure ; en 1905, le roi d'Espagne, Alphonse XIII et Émile Loubet ; en 1962, le général De Gaulle et Konrad Adenauer ; en 1975, Valéry Giscard d'Estaing et Emmanuel Macron en 2018 lors d'un exercice militaire.
Entre 1980 et 1987, les alentours de la ville ont été le lieu de la disparition de huit jeunes hommes.

## Décorations françaises
Croix de guerre 1914-1918 : 11 octobre 1920.

## Politique et administration

### Liste des maires
| Période                                  | Période                  | Identité                            | Étiquette | Qualité                                            |
| ---------------------------------------- | ------------------------ | ----------------------------------- | --------- | -------------------------------------------------- |
| Les données manquantes sont à compléter. |                          |                                     |           |                                                    |
| An VIII                                  | 1807                     | Jacques Aubert                      |           |                                                    |
| 1807                                     | 1814                     | Pierre Journe                       |           |                                                    |
| 1814                                     | 1820                     | Pierre-Alexis Oudeat                |           |                                                    |
| 1820                                     | 1831                     | Michel Bauchet                      |           |                                                    |
| 1831                                     | 1852                     | Pierre-Alexis Droullé               |           |                                                    |
| 1852                                     | 1871                     | François Champenois                 |           |                                                    |
| 1871                                     | 1878                     | François-Hippolyte Robin Saint-Rémy |           |                                                    |
| 1878                                     | 1881                     | Victor Philbert                     |           |                                                    |
| 1881                                     | 1900                     | François-Hippolyte Robin Saint-Rémy |           |                                                    |
| 1900                                     | 1915                     | Onésime Champenois                  |           |                                                    |
| 1915                                     | 1928                     | Émile-Auguste Fallon                |           |                                                    |
| 1928                                     | 1945                     | Émile Parizet                       |           |                                                    |
| 1945                                     | 1965                     | Pierre Quenin                       |           | Médecin généraliste                                |
| 1965                                     | 1977                     | Guy Gautier                         |           |                                                    |
| mars 1977                                | mars 1989                | Jean Pérard                         |           |                                                    |
| mars 1989                                | mars 2001                | Serge de Grégori                    |           | Instituteur et directeur d'école                   |
| mars 2001                                | octobre 2016 (démission) | Fabrice Loncol,                     | DVD       | Directeur de l'OPAC de Châlons-en-Champagne        |
| 9 décembre 2016                          | En cours                 | Pascal Jaloux                       | DVD       | Médecin généraliste Réélu pour le mandat 2020-2026 |

## Démographie
L'évolution du nombre d'habitants est connue à travers les recensements de la population effectués dans la commune depuis 1793. Pour les communes de moins de 10 000 habitants, une enquête de recensement portant sur toute la population est réalisée tous les cinq ans, les populations de référence des années intermédiaires étant quant à elles estimées par interpolation ou extrapolation. Pour la commune, le premier recensement exhaustif entrant dans le cadre du nouveau dispositif a été réalisé en 2007.

En 2022, la commune comptait 4 984 habitants, en évolution de −3,84 % par rapport à 2016 (Marne : −1,19 %, France hors Mayotte : +2,11 %).
| 1793 | 1800 | 1806 | 1821 | 1831 | 1836 | 1841 | 1846 | 1851 |
| ---- | ---- | ---- | ---- | ---- | ---- | ---- | ---- | ---- |
| 411  | 416  | 423  | 438  | 445  | 445  | 459  | 443  | 450  |

| 1856 | 1861  | 1866  | 1872  | 1876  | 1881  | 1886  | 1891  | 1896  |
| ---- | ----- | ----- | ----- | ----- | ----- | ----- | ----- | ----- |
| 399  | 1 682 | 1 819 | 1 750 | 3 730 | 4 222 | 5 421 | 5 329 | 7 078 |

| 1901  | 1906  | 1911  | 1921  | 1926  | 1931  | 1936  | 1946  | 1954  |
| ----- | ----- | ----- | ----- | ----- | ----- | ----- | ----- | ----- |
| 5 877 | 4 901 | 4 782 | 3 425 | 4 271 | 8 347 | 6 877 | 2 610 | 4 521 |

| 1962  | 1968  | 1975  | 1982  | 1990  | 1999  | 2006  | 2007  | 2012  |
| ----- | ----- | ----- | ----- | ----- | ----- | ----- | ----- | ----- |
| 3 518 | 4 224 | 4 066 | 3 862 | 4 240 | 4 655 | 5 139 | 5 044 | 5 324 |

| 2017  | 2022  | - | - | - | - | - | - | - |
| ----- | ----- | - | - | - | - | - | - | - |
| 5 085 | 4 984 | - | - | - | - | - | - | - |

## Héraldique
| Armes de Mourmelon-le-Grand | Les armes de la commune se blasonnent ainsi : D'azur à la bande d'argent côtoyée de deux doubles cotices potencées et contre-potencées d'or, accompagnée, en chef, d'une aigle romaine d'or empiétant un foudre du même et, en pointe, de deux fûts de canon aussi d'or passés en sautoir. |

## Lieux et monuments

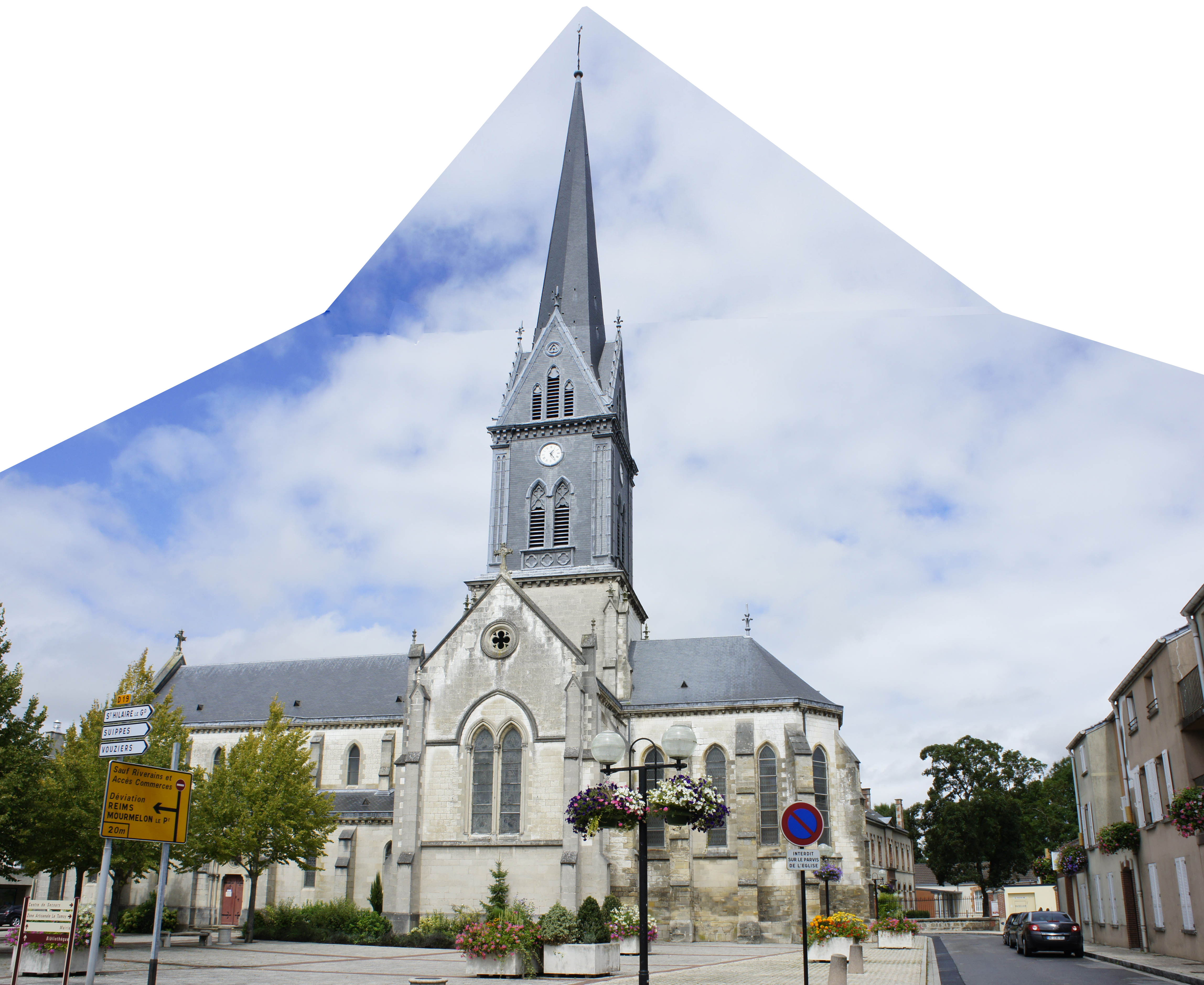
L'église.

- Église Saint-Laurent, partiellement reconstruite et agrandie sous le Second Empire par l'architecte châlonnais François Poisel.
- Grande mairie-école, construite par François Poisel dans les années 1860.
- La nécropole nationale de Mourmelon-le-Grand.

## Personnalités liées à la commune
- Napoléon III, empereur des Français de 1852 à 1870, qui, par décret impérial, institua la création d'un camp militaire sur le territoire de la commune[25].
- Édouard Bourret, compagnon de la Libération, né à Mourmelon-le-Grand le 2 février 1913.
- Pierre Chanal, tueur en série français accusé des disparitions ayant eu lieu dans les années 1980.
- Catherine Vautrin, députée de la Marne, ayant vécu à Mourmelon-le-Grand.
- Jérôme Bellay, journaliste et patron de presse, ayant vécu à Mourmelon-le-Grand. Il est également marié à Karen Cheryl.
- Patrick Renversé, quadruple champion de France de tennis de table.
- Mathilde Franck, pionnière de l'aviation française, y marque un record de vol sans escale.

## Vie militaire
Les unités militaires suivantes tiennent ou ont tenu garnison à Mourmelon :
- le 4e régiment de dragons ;
- le 8e régiment de zouaves, avant 1939 ;
- le 501e-503e régiment de chars de combat ;
- le 19e régiment du génie, 51e compagnie d'appui aux déploiements lourds ;
- le 72e régiment du génie
- le 8e régiment du matériel ;
- le quartier général du Commandement de l'entrainement au combat interarmes incluant le centre d'entraînement des brigades, ancien groupement de camp et ancien 51e régiment d'infanterie/31e groupement de camp ;
- le centre d'instruction élémentaire de conduite de Mourmelon ;
- le centre d'entraînement interarmes et du soutien logistique - 51e régiment d'infanterie (CENTIAL - 51°RI), ancien centre d'entraînement des brigades ;
- EED 10 ;
- le groupement de soutien de la base de défense de Mourmelon-Mailly (GSBdD MNM).

## Sources, publications
- Mikus (Sylvain), L'architecte François Poisel en son temps, Etudes Marnaises, Société d'Agriculture, Commerce, Sciences et Arts de la Marne, 2004 (disponible sur
- Mairies de la Marne, Champagne Généalogie